# Juan Murillo
Juan Engelberth Murillo Ortiz (1 augustus 1982) is een Venezolaans wielrenner.

## Carrière
Murillo won in zijn carrière onder meer etappes in de Ronde van Táchira, de Ronde van Venezuela en de Ronde van Guadeloupe. In de rondes van Táchira en Guadeloupe droeg hij ook meerdere dagen de leiderstrui, maar wist het eindklassement niet te winnen. In 2015 werd hij nationaal kampioen op de weg door solo als eerste over de finish te komen. Miguel Ubeto sprintte negen seconden later naar de tweede plaats.
Na de vierde etappe van de Ronde van Guadeloupe in 2018 testte Murillo positief op Cera, waarna hij door de Franse wielerbond voor vier jaar werd geschorst.

## Overwinningen
2006
12e etappe Ronde van Táchira
2e etappe Ronde van Venezuela
4e etappe Clásico Banfoandes
2007
3e etappe Ronde van Táchira
2009
4e etappe Ronde van Táchira
2012
10e etappe Ronde van Táchira
2013
3e etappe Ronde van Táchira
7e etappe Ronde van Venezuela
2014
3e etappe Ronde van Táchira
1e en 2e etappe deel B Ronde van Guadeloupe
Puntenklassement Ronde van Guadeloupe
2015
8e etappe Ronde van Táchira
Puntenklassement Ronde van Táchira
 Venezolaans kampioen op de weg, Elite
2017
2e etappe deel B en 4e etappe Ronde van Guadeloupe